# ファンタジックフィーバー2
『ファンタジックフィーバー2』（Fantasic Fever 2）とは2005年にKONAMIにより発売され、稼働を開始した8ステーション（最大16人同時プレイ）の中型マスメダルプッシャーゲームである。

## 基本的な遊び方
シューター（投入口）にメダルを入れて（シューターは上段と下段に分かれている）メダルを落とし、Slot Startの回っているチャッカーに通す。2枚以上チャッカーにメダルが入った場合はストックされる。スロットストックは最大8枚まで。
各当たり目は以下の通り。
222　444　666　888
通常当たりで、メダルを30～40枚程度払い出す（確変時はチャンスボールを1つ払い出し、確変終了）。
111　333　555　999
確変当たりで、メダルを30～40枚程度払い出し、スロットが2ラインになる。確変時に2ライン当選した場合はWin×2となり、払い出しが2倍になる（ファンタジックチャンス、JPチャンスも払い出し2倍）。
777
直接ジャックポットチャンス(JPC)に進む。抽選終了後、確変に突入する。
F LUCKY  F LUCKY F LUCKY
直接Lucky Fantasic Chanceに進む。抽選終了後、確変に突入する。
F SUPER  F SUPER  F SUPER
Super Fantasic Chanceに進む。抽選終了後、確変に突入する。
BALL BALL BALL（赤、青、緑のいずれかの色が3つそろう）
チャンスボールが1つフィールドに払い出される。チャンスボールをフィールドから3つ落とすと下記のファンタジックチャンスに進む。1つ目と2つ目のチャンスボールが落下した際は、Ball Winとして20～30枚程度のメダルを払い出す。なお、確率変動中に同色のチャンスボールが2ライン当選した場合は、Ball Win ×2として2個フィールドに払いだされる（異色のチャンスボールの2ラインリーチがかかることがあるが、絶対当たらない）。

## 確率変動モードについて
Fantasic Fever2の確変モードでは、背景が城下町のパレードになり、2ラインのスロット抽選となり、当選の期待値が高まる。確変中に3つ目のチャンスボールを落とすとLucky Fantasic Chanceとなり、下記ジャックポットチャンスに進む期待値がアップする。確変中に通常数字(222, 444, 666, 888)が当選すると確変終了となり、チャンスボールが1個フィールドに払い出される。このチャンスボールの払い出しが終わって確変終了の画面が表示されるまで確変モードは継続しており、Lucky Fantasic Chanceに進む可能性が残されている。
なお、通常時にチャンスボールが落ちてもボールステップが入る前にスロットで確変図柄が揃うと、そのチャンスボール分も確変中に落ちたことにみなされる。

## Fantasic Chance（ファンタジックチャンス）
チャンスボールを3つ落とすかLFC, SFC役に当選したときに発動する。12個のチャンスボール(個数は店舗の設定により少なくなる場合がある、最低10球)が中央の抽選台に放出され、ランプのついたポケットに全て入ると（通常FCは5つ、ラッキーは3つ、スーパーは1つ。）JACKPOT CHANCEを獲得。
抽選終了時、ポケットが1カ所でも点灯していた場合、通常FCでは点灯したポケットに1つ入ると20枚、2つで30枚、3つで50枚、4つで70枚。LFCは1つで50枚、2つで70枚払い出す。
Fantasic Chance終了後は、チャンスボールが1個フィールドに払いだされる。
なお、ランプのついたポケットに1つもボールが入らなかった場合、Unbelievable!という音声とともにFantasic Win 300としてメダル300枚が払い出される（Super Fantasic Chance時は100枚、抽選時の画面ではoddsの一番左は???と表記されている）。
ちなみに、点灯するポケットは、通常FCではJPCにおける100WINポケット全て、ラッキーFCではJPCにおけるJPポケットとその対角のポケットの両隣、スーパーFCではJPCにおけるJPポケットが点灯している。ポケットの色は通常FCが青、ラッキーFCとスーパーFCが赤である。
公式ホームページのファンタジックチャンスの画像では、恐らく開発時の画面になっており、oddsの枚数が製品版とは異なる。（通常FCは???〉25〉50〉75〉100、LFCは???〉60〉80）

## Jackpot Chance（ジャックポットチャンス）
ジャックポットチャンス(JPC)は以下のいずれかの条件を満たすと発動する。
1. Fantasic Chanceで青ランプがついた5つのポケット全てにチャンスボールが入る
2. Lucky Fantasic Chanceで赤ランプがついた3つのポケット全てにチャンスボールが入る
3. Super Fantasic Chanceで赤ランプがついた1つのポケットにチャンスボールが入る
4. スロットで777当たりに当選する

全体の照明がやや暗くなり、チャンスボールよりも大きいジャックポットボールが、筐体上部よりらせん状のレールをすべり落ちて中央の抽選機構に放出される。ジャックポットボールが青ポケットに入れば100枚、赤ポケットに入れば200枚、緑ポケットに入ればJackpot獲得となる。ジャックポット枚数は各ステーションの画面上、または中央抽選機構のデジタル数字に表示されている。また、Fantasic ChanseやDirest Jackpot Chanse前にスロットランプが7つ以上点灯していればJackpot獲得時にストックボーナスとして50～100枚追加される。なお、確変中にLFC,SFC,777が2ライン当選した場合、全て配当が2倍になる。この関係で、理論上のジャックポット最大枚数は10200枚となる。今までこの10200枚JPは不可能だと思われてきたがネットにてWLFCの画像が流失した為可能である事がわかった。この枚数は、ガリレオファクトリーが登場するまで、プッシャゲームでのJP最高枚数であった。

## その他
このゲームは同社の音楽ゲーム『Toy'sMarch』とコラボレーションしている、コラボレーションしている箇所は高確率でスロットが当選するToy'sMarchリーチである。
またToy'sMarchには本作のジャックポット曲「fantasic palade」がコナミオリジナルのプレイ楽曲として収録されている。